# Lou Diamond Phillips

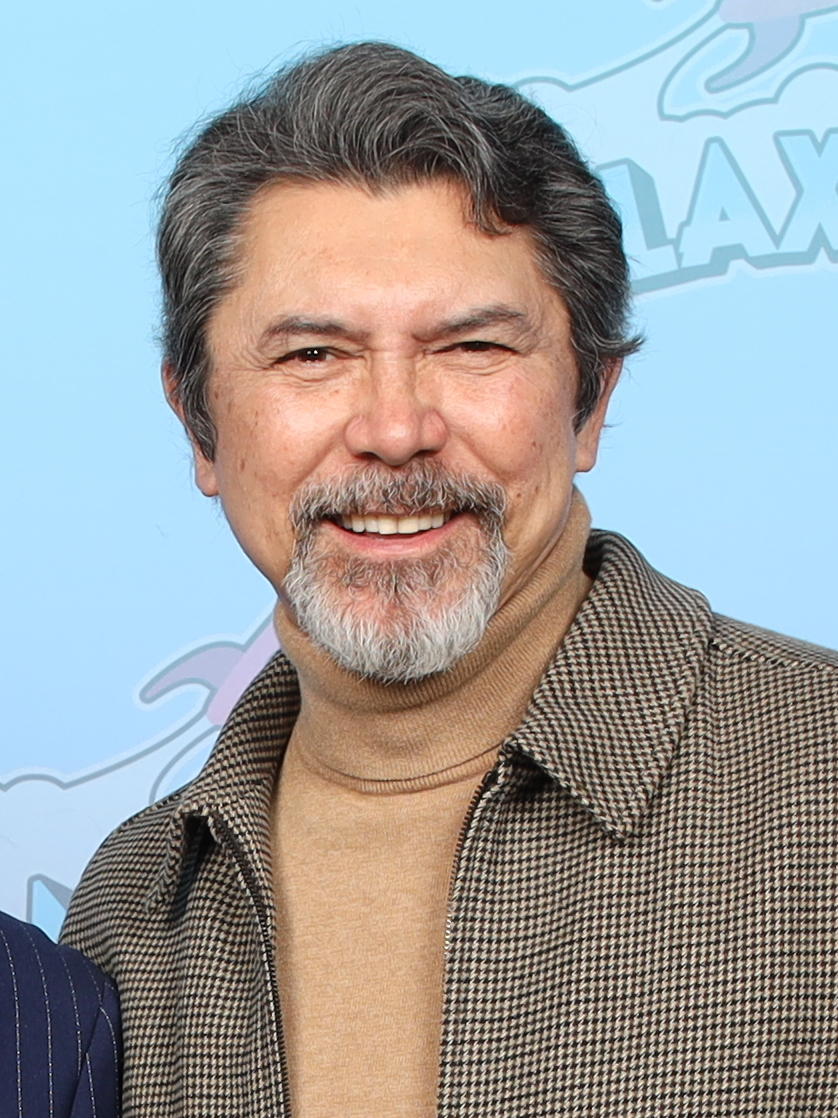
Lou Diamond Phillips (2024)

Lou Diamond Phillips (* 17. Februar 1962 auf der United States Naval Base Subic Bay, Philippinen; eigentlich Louis Upchurch) ist ein US-amerikanischer Schauspieler, Regisseur, Drehbuchautor und Filmproduzent. Er trat teilweise auch unter dem Namen Lou Diamond auf.

## Leben und Karriere
Lou Diamond Phillips ist seit Ende der 1970er Jahre in Film- und Fernsehproduktionen zu sehen. Wegen seiner ethnischen Abstammung – er hat philippinische, hawaiische, japanische, spanische und indianische Vorfahren – spielt er oft Mexikaner oder Indianer.

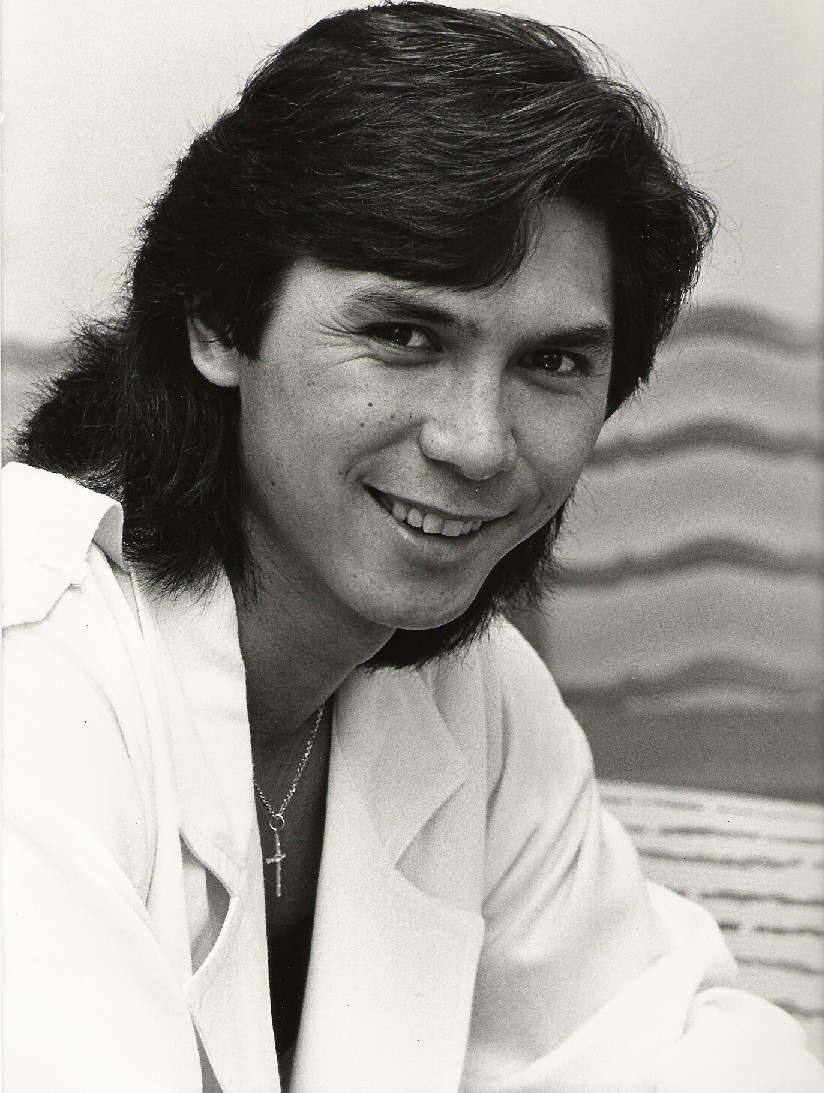
Lou Diamond Phillips (1987)

Phillips erhielt einige Auszeichnungen als Schauspieler; unter anderem eine Nominierung für einen Golden Globe Award (1989, für Stand and Deliver). 1996 spielte er am Broadway die Rolle des Königs in einer Neuinszenierung des Musicals The King and I.
Neben zahlreichen Filmen trat er auch vielfach in Fernsehserien auf. In einer wiederkehrenden Nebenrolle in der Fernsehserie Numbers – Die Logik des Verbrechens spielte er den Agenten und Scharfschützen Ian Edgerton. In Stargate Universe (2009–2011) übernahm er die Rolle des Colonel Telford. Zwischen 2012 und 2017 war er in der Serie Longmire sechs Staffeln lang in der Rolle des Cheyenne Henry Standing Bear zu sehen. Von 2019 bis 2021 spielte er eine der Hauptrollen in der Krimiserie Prodigal Son – Der Mörder in Dir.
Im Jahr 2009 erreichte Phillips vor Torrie Wilson den 1. Platz von I’m A Celebrity Get Me Out of Here, der amerikanischen Version von Ich bin ein Star – Holt mich hier raus. In dem populären Video Radioactive der US-amerikanischen Band Imagine Dragons aus dem Jahr 2012 ist er in einer markanten Gastrolle als Wettbaron zu sehen. Das Video auf YouTube hat bisher über eine Milliarde Aufrufe.
Im April 2023 nahm Phillips als „Mantis“ an der neunten Staffel der US-amerikanischen Version von The Masked Singer teil, in der er den sechsten Platz erreichte.
Von 1986 bis 1990 war Phillips mit Julie Cypher verheiratet. Aus einer weiteren Ehe mit Kelly Phillips hat er drei Töchter. Seit 2007 ist er mit der Visagistin Yvonne Marie Boismier verheiratet, mit der er eine weitere Tochter hat. In der Serie The Cleaning Lady hat er mit seiner Tochter Grace Phillips Gastrollen als Vater und Tochter. 

## Filmografie (Auswahl)

### Als Schauspieler

#### Filme
- 1984: Schnittstelle (Interface)
- 1986: Trespasses
- 1987: Drei heilige Kamele (The Three Kings, Fernsehfilm)
- 1987: La Bamba
- 1988: Stand and Deliver
- 1988: Young Guns
- 1989: Renegades – Auf eigene Faust (Renegades)
- 1989: Im Tresor ist die Hölle los (Disorganized Crime)
- 1990: Die Stärke der Macht (A Show of Force)
- 1990: Pentagramm – Die Macht des Bösen (The First Power)
- 1990: Blaze of Glory – Flammender Ruhm (Young Guns II)
- 1991: Canyon Cop (The Dark Wind)
- 1992: Schatten des Wolfes (Agaguk)
- 1993: Extreme Justice
- 1994: Sioux City – Amulett der Rache (Sioux City)
- 1996: Mut zur Wahrheit (Courage under Fire)
- 1996: Sturmhölle – Im Auge des Hurricane (Undertow, Fernsehfilm)
- 1998: The Big Hit
- 1999: Bats – Fliegende Teufel (Bats)
- 1999: Brokedown Palace
- 2000: Sterben – Aber richtig! (A Better Way to Die)
- 2000: Ich hab doch nur meine Frau zerlegt (Picking Up the Pieces)
- 2000: Supernova
- 2001: Hangman – Das mörderische Spiel (Hangman, Fernsehfilm)
- 2001: Knight Club
- 2001: Route 666
- 2002: Lone Hero
- 2002: Teuflische Begegnung (Malevolent)
- 2003: Absolon
- 2003: Hollywood Cops (Hollywood Homicide)
- 2003: Red Water
- 2004: Das Halbblut (The Trail to Hope Rose)
- 2005: Tatort: Presidio (Murder at the Presidio, Fernsehfilm)
- 2005: Alien Express (Fernsehfilm)
- 2007: Flug 507 – Gefangen im Zeitloch (Termination Point, Fernsehfilm)
- 2008: Never Forget – Mörderische Gedanken (Never Forget)
- 2008: Che – Guerrilla (Che – Part Two: Guerrilla)
- 2008: Death Toll
- 2010: Takedown – Niemand kann ihn stoppen (Transparency)
- 2011: Metal Tornado (Fernsehfilm)
- 2012: Filly Brown
- 2013: Sanitarium – Anstalt des Grauens (Sanitarium)
- 2014: Sequoia
- 2014: The Wisdom to Know the Difference
- 2015: 69 Tage Hoffnung (The 33)
- 2016: Tao of Surfing
- 2016: The Night Stalker
- 2017: Ein Cop und ein Halber: Eine neue Rekrutin (Cop and a Half: New Recruit, Fernsehfilm)
- 2017: Quest
- 2018: Urban Country
- 2018: Created Equal
- 2020: Adverse – Zeit der Vergeltung (Adverse)
- 2022: Easter Sunday (Cameo)
- 2023: Et Tu
- 2024: Werewolves
- 2025: Keep Quiet

#### Fernsehserien
- 1986: Dallas (Folge 9x02)
- 1987: Miami Vice (Folge 3x19)
- 1993: Geschichten aus der Gruft (Tales from the Crypt, Folge 5x11)
- 1998: Outer Limits – Die unbekannte Dimension (The Outer Limits, Folge 4x10)
- 1998: Chaos City (Spin City, Folge 3x07)
- 2001–2002: Wolf Lake (zehn Folgen)
- 2002: Twilight Zone (The Twilight Zone, Folge 1x09)
- 2002: 24 (zwei Folgen)
- 2005: Bermuda Dreieck – Tor zu einer anderen Zeit (The Triangle, Miniserie)
- 2005: Jack & Bobby (Folge 1x22)
- 2005–2009: Numbers – Die Logik des Verbrechens (NUMB3RS, neun Folgen)
- 2006: Law & Order: Special Victims Unit (Folge 07x19)
- 2007: Psych (Folge 2x03)
- 2010: American Dad (Folge 6x06)
- 2009–2011: Stargate Universe (20 Folgen)
- 2009: The Beast (Folge 1x07)
- 2011: Chuck (Folge 4x15)
- 2011: Cougar Town (zwei Folgen)
- 2011: Happily Divorced (Folge 1x08)
- 2012: Southland (zwei Folgen)
- 2012–2017: Longmire (43 Folgen)
- 2015: Blindspot (zwei Folgen)
- 2017: Hawaii Five-0 (Folge 7x14)
- 2017: Training Day (Folge 1x10)
- 2017: The Ranch (drei Folgen)
- 2017: Brooklyn Nine-Nine (zwei Folgen)
- 2018: Goliath (zwei Folgen)
- 2018: Criminal Minds (Folge 13x10)
- 2018: Navy CIS: New Orleans (NCIS: New Orleans, zwei Folgen)
- 2018–2019: Blue Bloods – Crime Scene New York (Blue Bloods, drei Folgen)
- 2019–2021: Prodigal Son – Der Mörder in Dir (Prodigal Son, 33 Folgen)
- 2022: Bull (Folge 6x13)
- 2023: Quantum Leap (Folge 2x08)

### Als Regisseur (Auswahl)
- 1994: Danger Touch (auch Drehbuch)
- 1994: Sioux City – Amulett der Rache (Sioux City)
- 1999: Outer Limits – Die unbekannte Dimension (The Outer Limits, Fernsehserie, Folge 5x08)
- 2003: Twilight Zone (Fernsehserie, Folge 1x30)
- 2009: Love Takes Wing (Fernsehfilm)
- 2016: Tao of Surfing
- 2017: Longmire (Fernsehserie, Folge 6x02)
- 2018: Fear the Walking Dead (Fernsehserie, Folge 4x14)
- 2019: Marvel’s Agents of S.H.I.E.L.D. (Fernsehserie, Folge 6x05)
- 2021: Prodigal Son – Der Mörder in Dir (Prodigal Son, Folge 2x07)
- 2022: Bull (Fernsehserie, Folge 6x17)
- 2023: All Rise – Die Richterin (All Rise, Fernsehserie, Folge 3x18)